# Gymnopternus tenuicauda
Gymnopternus tenuicauda är en tvåvingeart som beskrevs av Van Duzee 1928. Gymnopternus tenuicauda ingår i släktet Gymnopternus och familjen styltflugor. Inga underarter finns listade i Catalogue of Life.